# Rețea Bravais
În cristalografie, o rețea Bravais este o rețea infinită de puncte pentru care vecinătatea imediată este identică, acestea respectând proprietatea de translație în trei dimensiuni:
{\displaystyle \mathbf {R} =n_{1}\mathbf {a} _{1}+n_{2}\mathbf {a} _{2}+n_{3}\mathbf {a} _{3}}
- unde ni sunt numere întregi iar ai sunt vectori primitivi necoplanari.

Denumirea termenului provine de la numele cristalografului Auguste Bravais.